# 샤카 히즐롭
닐 샤카 히즐롭(Neil Shaka Hislop, 1969년 2월 22일 ~ )는 잉글랜드 태생의 트리니다드 토바고 전직 축구 선수로, 포지션은 골키퍼였다.
잉글랜드의 레딩, 뉴캐슬 유나이티드, 웨스트 햄 유나이티드 등에서 활동하였으며, 2006년 미국의 댈러스에서 선수 생활을 마감하였다.
2006년 FIFA 월드컵에서 트리드나드 토바고 대표팀으로 참여하여 조별 리그 1차전 스웨덴 전에서 기회를 잡았다. 그는 이 경기에서 선방을 연발하며 팀의 무승부를 이끌었다.